# Celulit
Celulit je izražen kod žena gde zbog nagomilavanja masnoće ispod kože, vezivno tkivo slabi i stvaraju se neravnine kože koje podsećaju na pomorandžinu koru. Nastaje kao posledica poremećaja mikrocirkulacije potkožnog tkiva.
Od celulita pati čak 80% žena, a uklanjaju ga kozmetičari, doktori, treneri, proizvođači kozmetike i drugi stručnjaci. Savremeni način života, drastično je povećao broj žena koje imaju uporan celulit, čije uklanjanje zahteva ozbiljne i dugotrajne tretmane.

## Uzroci
Iako celulit može biti i genetički uslovljen, najčešći faktori koji ga izazivaju su:
- nepravilna ishrana,
- stres,
- pušenje,
- konzumiranje alkohola,
- nedostatak fizičke aktivnosti, kao i
- tesna odeća.

## Gde se javlja
Najčešća mesta na kojima se celulit javlja su: butine, listovi, sedalni region, stomak, donji deo leđa.
U poznijim godinama celulit se može pojaviti i na nadlakticama pa čak i vratu. Pojava celulita se ne dešava samo   ženama prekomerne telesne težina u „srednjim godinama, celulit je prisutan i kod vitkih i mladih devojaka.

## Pojava i razvoj celulita
Pojava i razvoj celulita ima nekoliko faza:
- najpre je neprimetan na prvi pogled i vidi se samo kada se prstima stegne koža, i to u obliku malih kvržica i udubljenja.
- u sledećoj fazi masne ćelije prave vidljiva ispupčenja primetna i bez stezanja kože, koja je već postala opuštenija.
- Sa daljim napredovanjem, koža se još istanjila, izgubila elastičnost i potpuno primila izgled „pomorandžine kore“. U potkožnom tkivu prisutno je više kvržica, koje mogu biti čak i bolne na dodir.

## Lečenje
Eliminacija celulita podrazumeva dugotrajni proces na više polja, ali uz obavezne trajne promene u načinu života. Najefikasniji način uklanjanja celulita jesu masaže uz konzumiranje većih količina tečnosti. Manuelna anticelulit masaža je najbrži način za uklanjanje celulita. Tretiranjem tačno određenih regija ubrzava se cirkulacija krvi i limfe čime se pospešuje razmena materija u organizmu i ubrzava izbacivanje štetnih, toksičnih materija koje utiču na stvaranje celulita. Obavezna je masaža stomaka radi eliminacije toksina i poboljšanja rada organa za varenje.
Anticelulit masažu je važno da radi fizioterapeut ili maser obučen za ovu tehniku. Pošto je celulit uglavnom lociran 3-5 mm ispod površine kože pritisak mora da bude doziran kako ne bi došlo do neželjenih efekata kao sto su podlivi, modrice, popucali kapilari.
Nezaobilazni deo anticelulit programa je i unos većih količina tečnosti i to vode ili nekog drugog napitka koji pospešuje drenažu i detoksikaciju organizma.
Upotreba različitih gelova i krema protiv celulita može da doprinese bržem uklanjanju celulita ukoliko se koriste u kombinaciji sa masažom. Posebno se preporučuje upotreba anticelulitne kozmetike u fazi održavanja postignutih rezultata.
Eliminacija celulita je dugotrajan proces, kada ga se konačno i rešiti mora se i dalje voditi računa o ishrani, unosu tečnosti,fizičkoj aktivnosti i niz drugih činioca, kako bi se sprečilo ili bar usporilo njegovo ponovno pojavljivanje.